# ندامتگاه مرکزی تهران بزرگ
زندان فشافویه یا مرکزی تهران بزرگ، در ۳۲ کیلومتری جنوب تهران قرار دارد. هدف از ساخت این زندان، اردوگاهی برای محکومان مواد مخدر بود که این گروه را از سایر زندانیان زندان‌های استان تهران جدا کند، حال به عنوان زندان اصلی و مرکزی استان تهران از آن نام برده می‌شود. بعد از اعتراضات گلستان هفتم، ۴۰۰ تن درویش بازداشتی به این زندان منتقل شدند.

## مشخصات
مساحت کل این زندان ۱۱۰ هکتار است و اردوگاه محکومان مواد مخدر ۷۰ هزار مترمربع زیربنا دارد، زندان دارای ۳۸ سوله می‌باشد که ۲۶ سوله آن شامل ۲۴ اندرزگاه ۳۰۰ نفره است و ۱۲ سوله نیز به بخش پشتیبانی و حفاظت اختصاص دارد. این زندان گنجایش ۱۷ هزار نفر را دارد.
برای ساخت این اردوگاه که از آن به عنوان بزرگ‌ترین زندان کشور (ایران) نام برده می‌شود، حدود ۱۵ سال زمان صرف شده است.
این زندان بزرگ در منطقه فشافویه شهر  حسن‌آباد در جنوبی‌ترین قسمت استان تهران، کیلومتر ۱۲ آزادراه تهران به قم واقع شده است.

## وضعیت نگهداری زندانیان
به گفته نادر فتوره‌چی، بیش از ۵۰ درصد زندانیان قرنطینه معتادان تزریقی و کارتن‌خواب هستند که توان ایستادن روی پا ندارند و به جای انتقال به زندان باید به بیمارستان منتقل شوند. با معتادان، سرقتی‌ها، «کر و کثیف‌ها» و افغان‌ها به معنای دقیق کلمه در بدو امر مثل «حیوان» و «احشام» برخورد می‌شود.

### فقدان امکانات پزشکی
امکانات پزشکی کم و اقلام دارویی در این زندان به شدت کم است. برخی زندانیان آزاد شده از وجود بیماری‌های واگیر و غیر استریل بودن محیط بهداری سخن می‌گویند.
زندانیان بیمار با تأخیر برای درمان به خارج زندان فرستاده می‌شوند و گفته می‌شود از زندانیان تعهد کتبی گرفته می‌شود که در صورت ارسال به بیمارستان هزینه بیمارستان را خودشان بپردازند.

### عدم رعایت قانون تفکیک جرایم
براساس آیین‌نامه سازمان زندانهای ایران، زندانیان جرایم مختلف باید تفکیک شده و زندانیان عقیدتی، سیاسی از زندانیان جرایم عادی در فضای جداگانه نگهداری شوند. اما این موضوع در این زندان نقض می‌شود. بسیاری از زندانیان عقیدتی و سیاسی از جمله دراویش گنابادی برای تنبیه به این زندان فرستاده می‌شوند.
در همین ارتباط، علیرضا شیرمحمدعلی، یک زندانی سیاسی در زندان فشافویه تهران با ۳۰ضربه چاقو به قتل رسید.

## ضرب و شتم دراویش زندانی
۷ شهریور ۱۳۹۷ دراویش زندانی توسط مأموران امنیتی در زندان فشافویه ضرب و شتم شدند، این دراویش از حدود دو ماه و نیم پیش در حمایت از زنان درویش محبوس در زندان قرچک ورامین و در اعتراض به بدرفتاری با آنها دست به تحصن زده بودند.
سازمان دیده‌بان حقوق بشر برخورد مأموران امنیتی جمهوری اسلامی با دراویش متحصن را محکوم کرد.
حملهٔ مأموران برای شکستن تحصن دراویش زندانی صورت گرفت و در جریان آن از گاز اشک‌آور هم استفاده شد. در حمله ۷ شهریور به متحصنین زندان فشافویه، بسیاری از آنها دچار جراحت شد و هشت تن از آنها به سلول‌های انفرادی منتقل شدند. مصطفی محبی، رئیس وقت سازمان زندان‌های تهران هم در جریان این سرکوب در زندان فشافویه حضور داشت.

## تحریم وزارت خزانه‌داری آمریکا و اتحادیه اروپا
در پاییز سال ۱۳۹۸، وزارت خزانه‌داری ایالات متحده آمریکا زندان فشافویه را به دلیل ارتباط با نقض جدی حقوق بشر مورد تحریم قرار داد.
برایان هوک، نماینده وزارت خارجه آمریکا در امور ایران در مهرماه آن سال خبر داد که زندان فشافویه ایران را در لیست تحریم قرار داده‌اند و دو ماه بعد این تحریم اجرایی شد.

### اتحادیه اروپا
در فروردین ۱۴۰۰، اتحادیه اروپا به علت نقض حقوق بشر در ایران، کشتار و سرکوب معترضان در آبان ۹۸ سه زندان جمهوری اسلامی ایران از جمله فشافویه را تحریم کرد.

## قتل زندانیان در فشافویه
- ۲۰ خرداد ۱۳۹۸، علیرضا شیرمحمدعلی، زندانی سیاسی ۲۱ ساله در این زندان هدف حمله دو تن از زندانیان بزهکار قرار گرفت و پس از مجروح شدن با ضربات چاقو جان خود را از دست داد.[۱۱][۱۲]
- ۳۰ شهریور ۱۴۰۰ خبر مرگ مشکوک شاهین ناصری در سلول انفرادی زندان تهران بزرگ تأیید شد. وی کارشناس بازرگانی بود که در روز ۹ آبان ۱۳۹۸ در برگه «تحقیق از شاهد» نوشته بود که خود در آگاهی شیراز شاهد شکنجه نوید افکاری بوده است.[۱۳][۱۴]
- ۳ مهر ۱۴۰۰ یک شهروند ایلامی به نام امیرحسین حاتمی بر اثر «ضرب و شتم مأموران نیروی انتظامی» در زندان تهران بزرگ جان باخته است.[۱۵][۱۶] بنا بر گفته وکیل امیرحسین حاتمی، شواهد نشان می‌دهد که وی «به قتل رسیده است».[۱۷]

## زندانیان عقیدتی و سیاسی
برخی از زندانیان شناخته شده که مدّتی از دوران محکومیت خود را در این زندان گذرانده‌اند به شرح ذیل اند:
- پرهام فلک دین
- کسری نوری
- محمد شریفی مقدم ریابی
- محمد حبیبی خوزانی
- پوریا نوری
- سهیل عربی
- آرش کیخسروی
- مصطفی بادکوبه‌ای
- قاسم شعله‌سعدی
- پوریا ناصری‌خواه
- امیر نوری
- امیرحسین مرادی
- محمد رجبی
- سعید تمجیدی
- علیرضا شیرمحمدعلی
- ساسان نیک نفس
- ناصر فهیمی
- جادی میرمیرانی
- پرویز برومند
- مجید توکلی